# Paesens-Moddergat
Paesens-Moddergat (Fries: Peazens-Moddergat) is de naam voor een dubbel- en tweelingdorp in de gemeente Noardeast-Fryslân, in de Nederlandse provincie Friesland. Het betreft het dorp Moddergat en het dorp Paesens die samen één gemeenschap vormen. Paesens-Moddergat ligt ten noordoosten van Nes, ten noorden van Lioessens en ten zuiden van de Waddenzee. De twee dorpen werden oorspronkelijk gescheiden door het water de Paesens, oorspronkelijk een zeeslenk die uitmondde in de Waddenzee. Het water loopt anno 2019 dood op de nieuwbouw van het dubbeldorp.
Het dubbeldorp ligt ook voor het grootste deel niet meer direct aan de Waddenzee,  buiten de dijk ligt de Peazemerlannen. In 2019 telde het dubbeldorp 450 inwoners.

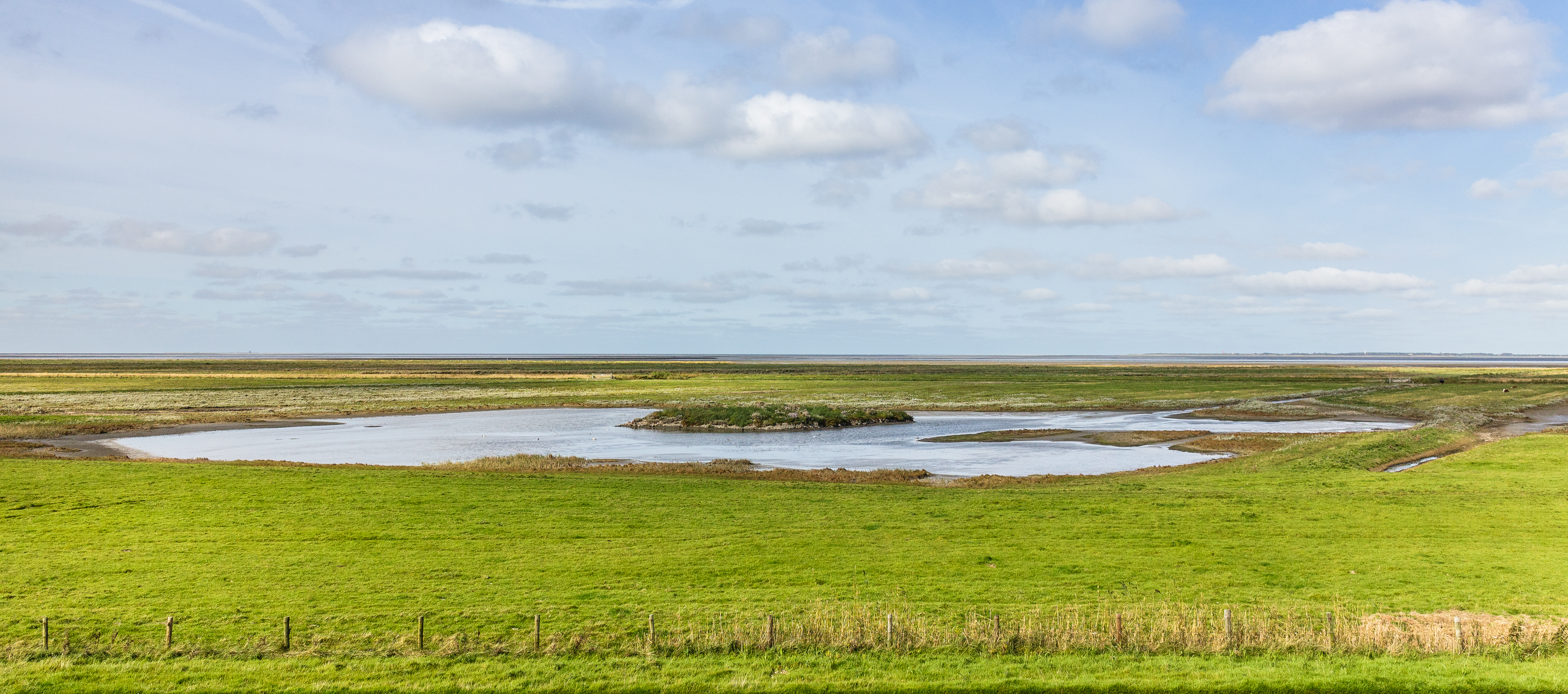
Paesens. Dobbe achter de zeedijk.

## Geschiedenis

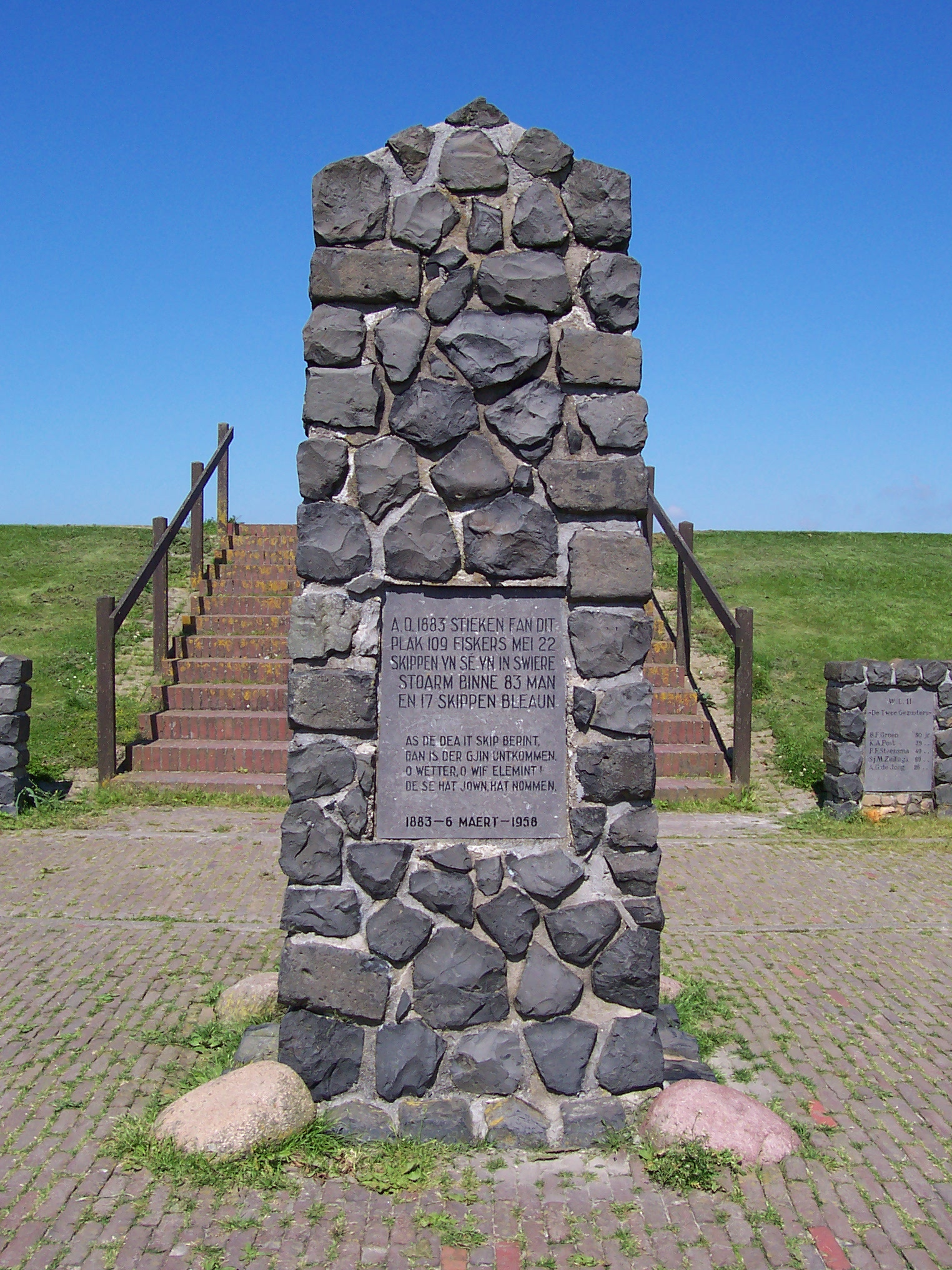
Vissersmonument (2007)

Paesens is het moederdorp, dat ontstond kort na de aanleg van de Zeedijk in de 11e eeuw. Het ontwikkelde zich al snel tot een vissersdorp. Moddergat was niet meer dan de benaming van de uitmonding met veel slijk. Het latere dorp ontwikkelde zich pas in de 18e eeuw toen het als een satellietnederzetting ontstond bij de groei van Paesens naar het westen toe. Een tweede satellietnederzetting - de Kamp - ontwikkelde zich daarna.
De Kamp, werd later aangehaald als Moddergat de Kamp en Moddergat zelf ter onderscheiding als Moddergat de Oeren. De benaming de Kamp is later verdwenen.
Het dubbeldorp bezat in de 19e eeuw een grote vissersvloot. In de nacht van 5 op 6 maart 1883 voltrok zich de naar het dubbeldorp genoemde ramp: tijdens een zware storm vergingen 17 blazers en aken en kwamen 83 dorpelingen om. Ter herdenking werd in 1958 op de zeedijk een monument opgericht. Anno 2019 is in de dorpen de visserij nog steeds een belangrijke bron van inkomsten maar de schepen hebben wel hun thuishaven in de haven van Lauwersoog.
Ondanks dat ze al sinds de 18e eeuw een gezamenlijke gemeenschap vormden lagen de twee dorpen tot de gemeentelijke herindeling in 1984 in twee verschillende gemeenten. Paesens maakte deel uit van de voormalige gemeente Oostdongeradeel terwijl Moddergat onderdeel was van de gemeente Westdongeradeel. Van 1984 tot 2018 lagen ze gezamenlijk in de gemeente Dongeradeel, die daarna opging in de gemeente Noardeast-Fryslân.

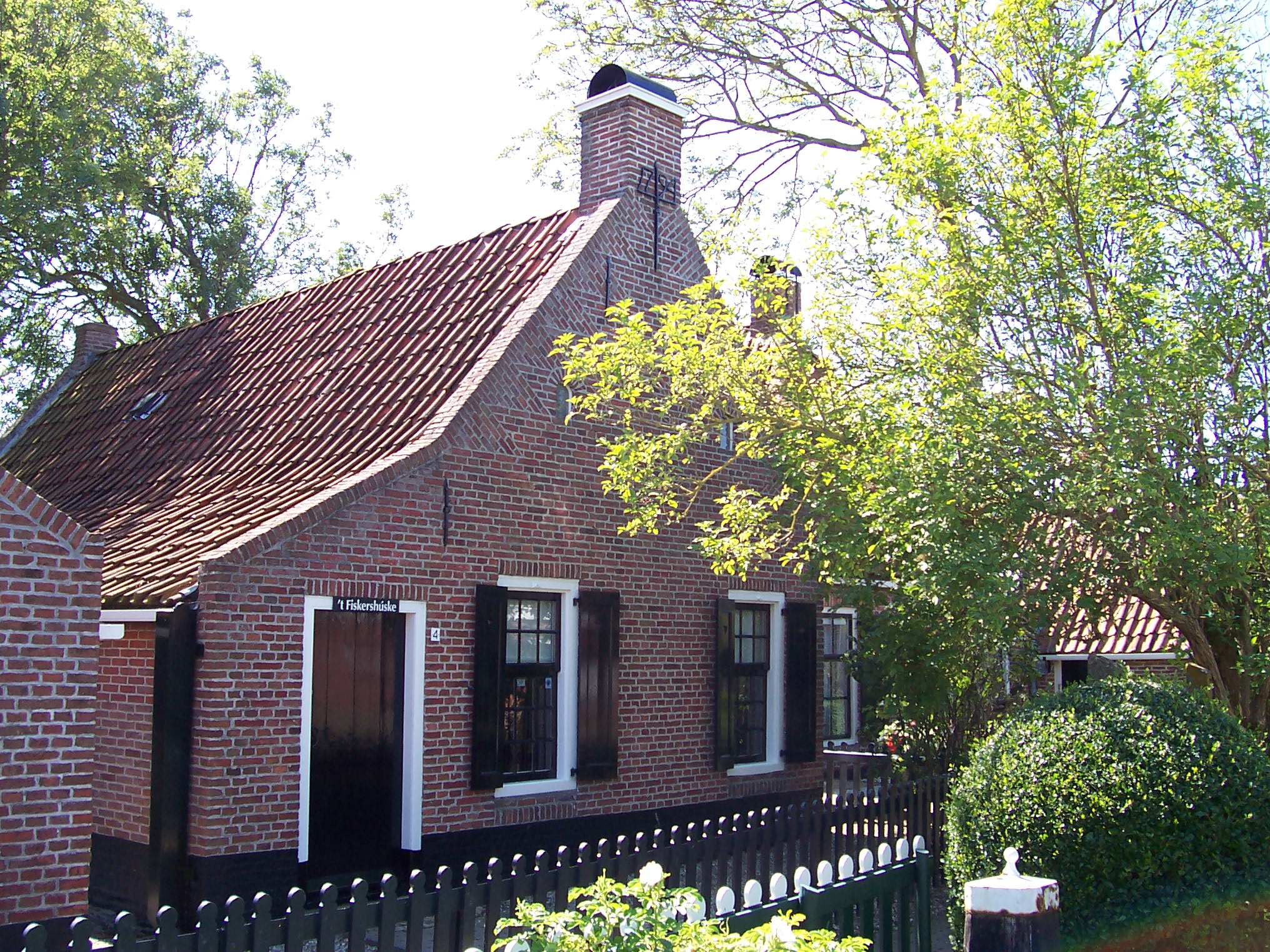
Museum 't Fiskershúske ('t Vissershuisje) (2007)

## Cultuur en sport
Het dubbeldorp heeft een zeer verweven gemeenschap. In Paesens staat het dorpshuis van het tweelingdorp, De Dûbelslach geheten en werd in 2015 geopend. Verder kennen ze gezamenlijk onder meer een dorpskrant, de kaatsvereniging Thomas Prins en een biljartclub.

## Radio
Radiomaker Wim Bloemendaal presenteerde tot en met 31 mei 2006 op de Nederlandse radio zijn programma de gezamenlijke zenders Peazens en Moddergat, met muziek uit alle wereldstreken. Hij had de naam gekozen vanwege het weidse uitzicht vanaf de dijk.

## Onderwijs
In Paesens staat de basisschool van het dubbeldorp, 't Kompas geheten.